# Route des sept cols
La route des sept cols est le plus ancien lien routier direct entre George et Knysna dans la province du Cap occidental en Afrique du Sud. 

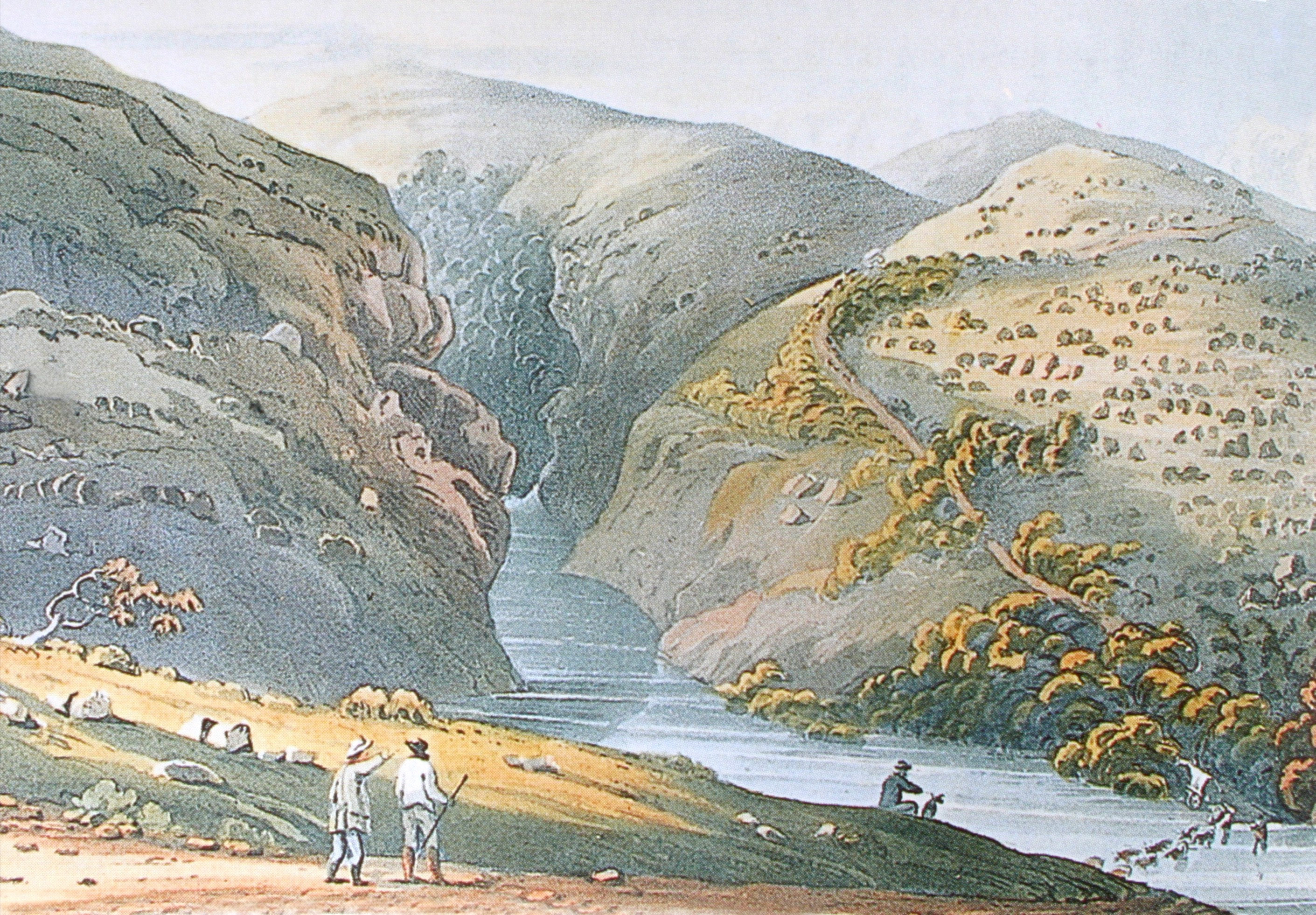
Peinture de 1816 par Christian Ignatius Latrobe

## Histoire
La route qui traverse sept cols a été conçue par Thomas Charles John Bain et Adam de Smidt. Elle a été achevée vers 1883 et est située juste au sud des montagnes Outeniqua. Le premier des cols à avoir été complété était le Phantom Pass, en 1862, qui a été nommé ainsi d'après les papillons fantômes qui vivent dans la région. Le col a été reconstruit en 1882. En 1863, Bain a conçu la route de 75 km de George à Knysna, qui a relié la rivière Kaaimans en 1869 et Woodville (à 26 km de George) en 1871. La découverte d’or près de Karatara a conduit à étendre la route plus au nord, près de la rivière Homtini. Le col Homtini, le dernier achevé, a été terminé en 1882 et officiellement inauguré en 1883,.

## Les sept cols

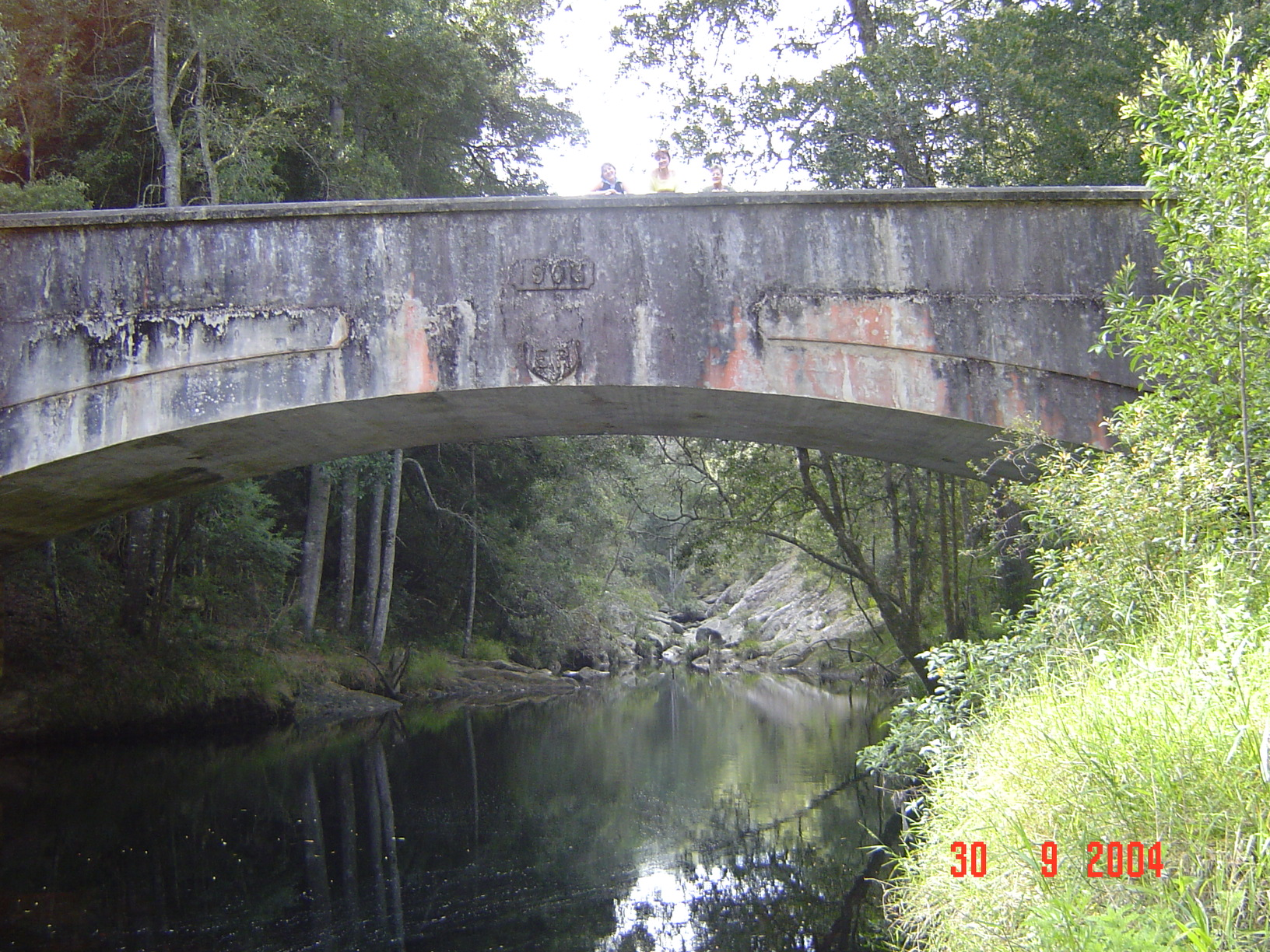
Le pont sur la Silwer River

Depuis George jusqu'à Knysna, les sept cols sont dans l'ordre :
- Kaaimans River Pass ;
- Silwer River Pass ;
- Touw River Pass ;
- Hoogekraal Pass ;
- Karatara Pass ;
- Homtini Pass ;
- Phantom Pass.

## De nos jours
La route est une attraction touristique très populaire auprès des vététistes. Les attractions le long de la route comprennent les vieux champs aurifères près de Millwood. Pour la circulation, la route a été remplacée par la route nationale N2, y compris le col de la rivière Kaaimans entre George et Wilderness.